# هاني بهجت طبارة
هاني بهجت طبارة (ولد عام ١٩٣٩) هو دبلوماسي أردني متقاعد.

## مسيرته المهنية
في عام ١٩٦٣، انضم هاني بهجت إلى الخدمة الحكومية الأردنية.
من عام ١٩٧١ وحتى ١٩٧٣، شغل هاني منصب المستشار في السفارة الأردنية في لندن. ومن عام ١٩٧٣ وحتى ١٩٧٦، شغل كذلك منصب وزير الخارجية في لندن. وأيضًا، من عام ١٩٧٧ إلى عام ١٩٨٠، تولَّى منصب السفير في الرباط.
من عام ١٩٨٠ وحتى ١٩٨٢، شغل منصب السفير في بوخارست (رومانيا). وفي ٢٦ من آذار لعام ١٩٨١، عُيِّن بصورة متزامنة كمعتمد في شرق برلين. وبين العامين ١٩٨٢ و١٩٨٤، شغل أيضًا منصب السفير في الرياض في المملكة العربية السعودية. في ١٢ من آذار، من عام ١٩٨٤ إلى ١٩٨٦، عاد إلى لندن ليشغل منصب السفير.  ومن عام ١٩٨٧ وحتى الأول من سبتمبر عام ١٩٨٨، تولّى منصب السفير في أنقرة (تركيا). ومن الأول من سبتمبر عام ١٩٨٨ وحتى الثالث من أكتوبر عام ١٩٩٠، شغل منصب السفير في برلين (ألمانيا).
كما وتولى هاني بهجت منصب السفير في كانبيرا وذلك في الفترة الواقعة بين ١٩٩٤ وحتى ٢٣ من حزيران عام ١٩٩٨. وقد أصبح المفتش العام لوزارة الشؤون المغتربين بين العامين ١٩٩٩ و٢٠٠١.
في عام ٢٠٠١ وحتى ٢٠٠٣، عيِّن كسكرتير عام لدى وزارة شؤون المغتربين. ثم عيِّن بين العامين ٢٠٠٣ و٢٠٠٥ كعضو معتمد في مجلس الأمة الأردني.